# 沖縄三育中学校
沖縄三育中学校（おきなわさんいくちゅうがっこう）は、沖縄県名護市旭川にあるキリスト教主義の私立の中学校である。運営は、学校法人三育学院。九州で唯一の全寮制中学校で世界標準のボーディングスクール。全国各地から生徒が集まる（海外からも複数在籍／帰国子女受け入れ）。沖縄三育中学校と沖縄三育小学校との一貫教育のほか、三育学院中学校、広島三育学院中学校とともに、広島三育学院高等学校と連携型中高一貫教育を行っている。生徒数は90名（1学年定員30名）。

## 沿革
- 1952年        - 沖縄三育学院設立
- 1954年5月   - 那覇市首里赤平に沖縄ミッション中学校として開校
- 1957年4月   - 佐敷村下代原へ移転。沖縄三育小学校と併設
- 1969年6月   - 現在の名護市旭川に移転。全寮制実施
- 2014年5月   - 創立60周年を迎える
- 2018年4月   - 学校法人沖縄三育学院と学校法人広島三育学院が学校法人三育学院として統合された
- 2019年6月   - 名護市に移転して50年の節目を迎える
- 2019年10月 - 名護市移転50周年記念式典
- 2020年8月   - 新校舎建築着工
- 2021年10月   - 新校舎完成／竣工記念式典
- 2023年4月　- 1学年の定員を30名(全校生徒90名)に

## 教育
国際理解を含む実践的英語力の養成
急速な国際化が進む社会状況に対応して、キリスト教を土台とした真の国際理解の進と、スキルとしての実践的英語力の養成に特に力を注いでいる。
様々な学習
寮生活の特色を生かし、夜7時から9時までの2時間を自習時間と定め、教員の監督のもと、全員が予習復習に取り組む。進路を後押しする「自学自習」の姿勢を身につける。
細やかな指導を実現する少人数制
1学年定員30名という少人数の指導体制で学習における個々のケアに努める。「考えさせる指導」を行うことで、目標を見据え、それに向かって努力することの大切さを生徒たちは学んでいる。
朝夕の礼拝と聖書の学び
本校では、毎朝、毎夕、各寮ごとに礼拝が行われ、授業では週3時間の聖書の時間が組み込まれており、その学びを通して正しい生き方や価値観を身につけていく。
盛んな音楽活動
聖歌隊やハンドベルクワイア、吹奏楽部等の活動や、1年を通して県内にある教会での音楽奉仕、クリスマスコンサート等、活動・発表の機会も多く持たれる。
中でも、吹奏楽部には、全校生徒の4分の3が所属するなど、とても盛んに行われている。
自然体験活動
沖縄の自然はキャンパスの風景の一部であり、美しい海と亜熱帯のジャングルに囲まれる恵まれた自然環境は、沖縄三育の宝。都会では味わえない貴重な体験が待っている。
オボ・ラクト・ベジタリアニズムによる最適な食事
母体であるセブンスデー・アドベンチスト教会の提唱する穀菜食に卵と牛乳等の乳製品を加えたオボ・ラクト・ベジタリアニズムを取り入れている。毎日規則正しく食事を摂り、正しい食習慣が身につくように指導が行われている。
規則正しい生活と運動
全員が運動部に所属し、体育祭・バレーボール大会やマラソン大会などのスポーツイベントを多数設けて健康教育を行っている。

## 寮生活
沖縄三育中学校では、全寮制教育を行っている。キャンパス内には2つの寮が存在する。
- パイオニアホール（男子寮）
- 愛信希寮（女子寮）

ボーディングスクール
ボーディングスクールとは、全寮制学校のことである。沖縄三育中学校では、教職員も同じ敷地内に住み、昼夜を問わず生徒たちの指導にあたっている。

## 卒業後の進路
広島三育学院高等学校
沖縄三育中学校を卒業した生徒の約5割の生徒が、系列の全寮制高校である広島三育学院高等学校に進学。広島三育学院高等学校には沖縄三育中学校だけでなく三育学院中学校と広島三育学院中学校の卒業生も加わり、同じ教育理念のもとで充実した学びをする。
その他
県内
開邦高等学校（学術探究・芸術）・球陽高等学校（理数）・那覇国際高等学校（普通）・浦添高等学校・コザ高等学校・普天間高等学校・読谷高等学校・北山高等学校・興南高等学校（特別進学c）
県外
同志社国際高等学校・上野学園高等学校・明治学院高等学校・奈良県立国際高等学校・千葉県立千葉女子高等学校・神奈川県立横浜立野高等学校・敬和学園高等学校
国外
Walla Walla Valley Academy（アメリカ）・Andrews Academy（アメリカ）

## 年間スケジュール
| 4月  | 始業式・入学式・教研式テスト・新入生歓迎ソフトボール大会                                                         |
| 5月  | 中間休み・定期考査I・修学旅行（3年/東京都へ）・沖縄ネイチャーキャンプ（1,2年/沖縄県内）                          |
| 6月  | 春の祈祷週・授業参観・広島三育学院見学ツアー・夏季オープンキャンパス                                             |
| 7月  | 定期考査II・部屋替え・夏祭り・ホームルームパーティー・終業式・帰省・夏期講習（勉強合宿・3年）                    |
| 8月  | 三育合同勉強会（沖縄三育小学校にて）                                                                             |
| 9月  | 始業式・奉仕作業日・校外学習・各寮オープンハウス・広島三育紹介プログラム                                         |
| 10月 | 定期考査III・体育祭・中間休み・秋の祈祷週・校内マラソン大会・秋季オープンキャンパス                              |
| 11月 | 学習発表会・・バレーボール大会・全国模試・AO、推薦入試                                                           |
| 12月 | ピアノ発表会・定期考査IV・部屋替え・クリスマスバンケット・終業式・クリスマスコンサート                           |
| 1月  | 始業式・入学試験（前期）・卒業祈祷週                                                                             |
| 2月  | ウォークラリー・卒業音楽コンサート・入試（後期）・3年定期考査V                                                   |
| 3月  | 卒業献身会・卒業礼拝・卒業式・1、2年定期考査V・部屋替え・リーダー研修・終業式・帰省・米校研修(希望者/アメリカへ) |